# Lorenzo Abad Martínez
Lorenzo Abad Martínez (Valencia, 1941 - Murcia, 21 de marzo de 2013) fue un obstetra y ginecólogo español, catedrático por la Universidad de Murcia y jefe del servicio de Obstetricia y Ginecología del hospital Virgen de la Arrixaca de Murcia.

## Carrera
Nacido en el seno de una familia de cuatro generaciones de ginecólogos, se licenció en medicina por la Universidad de Valencia en 1964, con Premio Extraordinario, treinta matrículas de honor, premios López Sancho y Nacional. Se doctoró en el Real Colegio de San Clemente de los españoles de Bolonia (Italia) en 1966, con estancias formativas en Graz (Austria) y Boston (EE. UU.). Consiguió el grado de doctor en 1966 con los premios Vittorio Emmanuele II (extraordinario del doctorado) y Luigi Borsé de la Universidad de Bolonia.
A partir de ahí comienza su formación como ginecólogo en el Hospital Clínico de Valencia, donde fue discípulo de Francisco Bonilla Martí. En 1968 ganó la oposición de profesor ayudante de clases prácticas, y en 1972 fue nombrado jefe de servicio por concurso de méritos. Asimismo, obtuvo, también por oposición, una plaza de jefe clínico de la Maternidad Provincial de Valencia. En 1972 y 1975, por oposición, consiguió las plazas de profesor agregado de Obstetricia y Ginecológia, y posteriormente, de catedrático por la Facultad de Medicina de la Universidad de Murcia.
Posteriormente fue nombrado jefe de servicio y luego jefe de departamento en el Hospital Virgen de la Arrixaca de Murcia.
Fue presidente científico de la Sociedad Española de Ginecología y Obstetricia (SEGO), de la que fue vicepresidente primero entre 1980 y 1983. También presidió la Sociedad Hispanoalemana de Ginecología, entre 1991 y 1994. Era académico de número de la Real Academia de Medicina y Cirugía de Murcia, y socio de honor de las sociedades ginecológicas murciana, canaria, hispanoalemana y ginecológica española.
Publicó más de doscientos artículos, de los cuales más de treinta lo fueron en revistas de máximo impacto. También publicó varios capítulos en monografías. Los temas a los que dedicó sus estudios fueron la placenta y la anatomía patológica, en los años sesenta y setenta. Más tarde, en Murcia, atendió aspectos varios de la especialidad, como el líquido amniótico, estudios en sangre fetal de la presentación del lactato, glucosa y otras sustancias, endocrinología ginecológica, menopausia, contracepción y especialmente cirugía y oncología ginecológicas. En este último aspecto, destacan las más de seiscientas operaciones de Wertheim realizadas a lo largo de más de treinta años.
Fue ponente en la mayoría de los congresos nacionales de la especialidad y de las secciones de oncología, contracepción, suelo pélvico y menopausia. Presentó también, en colaboración, más de trescientas comunicaciones. Por otra parte, fue invitado a lo largo de estos casi cuarenta años a pronunciar numerosas conferencias en diferentes simposios y cursos de la especialidad.